# Rollhockey-Bundesliga 2017-2018
La Rollhockey-Bundesliga 2017-2018 è stata la 87ª edizione del torneo di primo livello del campionato tedesco di hockey su pista. Esso è organizzato dalla Federazione di pattinaggio della Germania. La competizione è iniziata il 23 settembre 2017 e si è conclusa il 2 giugno 2018.
Il torneo è stato vinto dall'Germania Herringen per la 3ª volta nella sua storia.

## Squadre partecipanti
| Club               | Stagione | Città          | Impianto                              | Stagione precedente                                                       |
| ------------------ | -------- | -------------- | ------------------------------------- | ------------------------------------------------------------------------- |
| Bison Calenberg    | dettagli | Springe        | Sporthalle der Grundschule Hallermund | 11° in Rollhockey-Bundesliga, retrocesso                                  |
| Cronenberg         | dettagli | Wuppertal      | Alfred-Henckels-Halle                 | 7° in Rollhockey-Bundesliga, eliminato ai quarti di finale dei play-off   |
| Darmstadt          | dettagli | Darmstadt      | Rollschuhbahn am Orpheum              | 5° in Rollhockey-Bundesliga, eliminato ai quarti di finale dei play-off   |
| Düsseldorf Nord    | dettagli | Düsseldorf     |                                       | 6° in Rollhockey-Bundesliga, eliminato ai quarti di finale dei play-off   |
| Germania Herringen | dettagli | Hamm           | Glückauf Arena                        | 3° in Rollhockey-Bundesliga, eliminato in semifinale dei play-off         |
| Iserlohn           | dettagli | Iserlohn       | Hembergsporthalle                     | 4° in Rollhockey-Bundesliga, vincitore dei play-off, campione di Germania |
| Krefeld            | dettagli | Krefeld        | Sporthalle Gemeinschafts-Grundschule  | 9° in Rollhockey-Bundesliga                                               |
| Moskitos           | dettagli | Wuppertal      | Alfred-Henckels-Halle                 | 12° in Rollhockey-Bundesliga, retrocesso                                  |
| Recklinghausen     | dettagli | Recklinghausen |                                       | 8° in Rollhockey-Bundesliga, eliminato ai quarti di finale dei play-off   |
| Remscheid          | dettagli | Remscheid      | Sportzentrum Hackenberg               | 2° in Rollhockey-Bundesliga, finalista dei play-off                       |
| Walsum             | dettagli | Duisburg       | Sporthalle Beckersloh                 | 1° in Rollhockey-Bundesliga, eliminato in semifinale dei play-off         |

## Stagione regolare

### Risultati
| andata (1ª) | andata (1ª) | Prima giornata               | ritorno (12ª) | ritorno (12ª) |
|             |             |                              |               |               |
| 23 set.     | 8-7 (dtr)   | Iserlonh-Cronenberg          | 5-6           | 4 feb.        |
| 23 set.     | 0-15        | Moskitos-Bison Calenberg     | 7-11          | 13 gen.       |
| 23 set.     | 0-3         | Walsum-Düsseldorf            | 1-6           | 13 gen.       |
| 23 set.     | 7-3         | Recklinghausen-Krefeld       | 4-3           | 13 gen.       |
| 23 set.     | 6-0         | Germania Herringen-Darmstadt | 8-2           | 13 gen.       |
|             |             | Riposa: Remscheid            |               |               |

| andata (2ª) | andata (2ª) | Seconda giornata           | ritorno (13ª) | ritorno (13ª) |
|             |             |                            |               |               |
| 7 ott.      | 3-8         | Recklinghausen-Cronenberg  | 0-9           | 20 gen.       |
| 7 ott.      | 5-2         | Düsseldorf-Remscheid       | 2-4           | 20 gen.       |
| 7 ott.      | 3-7         | Bison Calenberg-Iserlohn   | 4-6           | 20 gen.       |
| 7 ott.      | 2-4         | Darmstadt-Walsum           | 2-6           | 20 gen.       |
| 7 ott.      | 1-9         | Krefeld-Germania Herringen | 2-12          | 20 gen.       |
|             |             | Riposa: Moskitos           |               |               |

| andata (1ª) | andata (1ª) | Prima giornata               | ritorno (12ª) | ritorno (12ª) |
|             |             |                              |               |               |
| 23 set.     | 8-7 (dtr)   | Iserlonh-Cronenberg          | 5-6           | 4 feb.        |
| 23 set.     | 0-15        | Moskitos-Bison Calenberg     | 7-11          | 13 gen.       |
| 23 set.     | 0-3         | Walsum-Düsseldorf            | 1-6           | 13 gen.       |
| 23 set.     | 7-3         | Recklinghausen-Krefeld       | 4-3           | 13 gen.       |
| 23 set.     | 6-0         | Germania Herringen-Darmstadt | 8-2           | 13 gen.       |
|             |             | Riposa: Remscheid            |               |               |

| andata (2ª) | andata (2ª) | Seconda giornata           | ritorno (13ª) | ritorno (13ª) |
|             |             |                            |               |               |
| 7 ott.      | 3-8         | Recklinghausen-Cronenberg  | 0-9           | 20 gen.       |
| 7 ott.      | 5-2         | Düsseldorf-Remscheid       | 2-4           | 20 gen.       |
| 7 ott.      | 3-7         | Bison Calenberg-Iserlohn   | 4-6           | 20 gen.       |
| 7 ott.      | 2-4         | Darmstadt-Walsum           | 2-6           | 20 gen.       |
| 7 ott.      | 1-9         | Krefeld-Germania Herringen | 2-12          | 20 gen.       |
|             |             | Riposa: Moskitos           |               |               |

| andata (3ª) | andata (3ª) | Terza giornata                    | ritorno (14ª) | ritorno (14ª) |
|             |             |                                   |               |               |
| 14 ott.     | 4-5 (dtr)   | Cronenberg-Bison Calenberg        | 2-6           | 27 gen.       |
| 14 ott.     | 2-19        | Moskitos-Düsseldorf               | 1-16          | 27 gen.       |
| 14 ott.     | 8-2         | Walsum-Krefeld                    | 6-2           | 27 gen.       |
| 14 ott.     | 1-11        | Recklinghausen-Germania Herringen | 6-12          | 27 gen.       |
| 14 ott.     | 5-3         | Remschied-Darmstadt               | 6-4           | 27 gen.       |
|             |             | Riposa: Iserlohn                  |               |               |

| andata (4ª) | andata (4ª) | Quarta giornata                | ritorno (15ª) | ritorno (15ª) |
|             |             |                                |               |               |
| 21 ott.     | 6-3         | Düsseldorf-Iserlohn            | 2-7           | 3 feb.        |
| 21 ott.     | 12-0        | Darmstadt-Moskitos             | 11-1          | 3 feb.        |
| 21 ott.     | 10-6        | Bison Calenberg-Recklinghausen | 8-9           | 3 feb.        |
| 21 ott.     | 3-14        | Krefeld-Remscheid              | 0-12          | 3 feb.        |
| 21 ott.     | 6-7         | Germania Herringen-Walsum      | 3-6           | 3 feb.        |
|             |             | Riposa: Cronenberg             |               |               |

| andata (3ª) | andata (3ª) | Terza giornata                    | ritorno (14ª) | ritorno (14ª) |
|             |             |                                   |               |               |
| 14 ott.     | 4-5 (dtr)   | Cronenberg-Bison Calenberg        | 2-6           | 27 gen.       |
| 14 ott.     | 2-19        | Moskitos-Düsseldorf               | 1-16          | 27 gen.       |
| 14 ott.     | 8-2         | Walsum-Krefeld                    | 6-2           | 27 gen.       |
| 14 ott.     | 1-11        | Recklinghausen-Germania Herringen | 6-12          | 27 gen.       |
| 14 ott.     | 5-3         | Remschied-Darmstadt               | 6-4           | 27 gen.       |
|             |             | Riposa: Iserlohn                  |               |               |

| andata (4ª) | andata (4ª) | Quarta giornata                | ritorno (15ª) | ritorno (15ª) |
|             |             |                                |               |               |
| 21 ott.     | 6-3         | Düsseldorf-Iserlohn            | 2-7           | 3 feb.        |
| 21 ott.     | 12-0        | Darmstadt-Moskitos             | 11-1          | 3 feb.        |
| 21 ott.     | 10-6        | Bison Calenberg-Recklinghausen | 8-9           | 3 feb.        |
| 21 ott.     | 3-14        | Krefeld-Remscheid              | 0-12          | 3 feb.        |
| 21 ott.     | 6-7         | Germania Herringen-Walsum      | 3-6           | 3 feb.        |
|             |             | Riposa: Cronenberg             |               |               |

| andata (5ª) | andata (5ª) | Quinta giornata              | ritorno (16ª) | ritorno (16ª) |
|             |             |                              |               |               |
| 28 ott.     | 6-7 (dtr)   | Iserlohn-Darmstadt           | 3-5           | 25 feb.       |
| 28 ott.     | 4-13        | Cronenberg-Düsseldorf        | 9-3           | 17 feb.       |
| 28 ott.     | 1-7         | Moskitos-Krefedl             | 5-9           | 17 feb.       |
| 28 ott.     | 2-4         | Recklinghausen-Walsum        | 1-6           | 17 feb.       |
| 28 ott.     | 6-2         | Germania Herringen-Remscheid | 2-6           | 17 feb.       |
|             |             | Riposa: Bison Calenberg      |               |               |

| andata (6ª) | andata (6ª) | Sesta giornata              | ritorno (17ª) | ritorno (17ª) |
|             |             |                             |               |               |
| 11 nov.     | 4-6 (dtr)   | Cronenberg-Darmstadt        | 1-3           | 3 mar.        |
| 11 nov.     | 3-4         | Walsum-Remscheid            | 2-3           | 3 mar.        |
| 11 nov.     | 4-0         | Düsseldorf-Bison Calenberg  | 4-5           | 3 mar.        |
| 11 nov.     | 1-4         | Krefeld-Iserlohn            | 3-6           | 3 mar.        |
| 11 nov.     | 23-3        | Germania Herringen-Moskitos | 25-0          | 3 mar.        |
|             |             | Riposa: Recklinghausen      |               |               |

| andata (5ª) | andata (5ª) | Quinta giornata              | ritorno (16ª) | ritorno (16ª) |
|             |             |                              |               |               |
| 28 ott.     | 6-7 (dtr)   | Iserlohn-Darmstadt           | 3-5           | 25 feb.       |
| 28 ott.     | 4-13        | Cronenberg-Düsseldorf        | 9-3           | 17 feb.       |
| 28 ott.     | 1-7         | Moskitos-Krefedl             | 5-9           | 17 feb.       |
| 28 ott.     | 2-4         | Recklinghausen-Walsum        | 1-6           | 17 feb.       |
| 28 ott.     | 6-2         | Germania Herringen-Remscheid | 2-6           | 17 feb.       |
|             |             | Riposa: Bison Calenberg      |               |               |

| andata (6ª) | andata (6ª) | Sesta giornata              | ritorno (17ª) | ritorno (17ª) |
|             |             |                             |               |               |
| 11 nov.     | 4-6 (dtr)   | Cronenberg-Darmstadt        | 1-3           | 3 mar.        |
| 11 nov.     | 3-4         | Walsum-Remscheid            | 2-3           | 3 mar.        |
| 11 nov.     | 4-0         | Düsseldorf-Bison Calenberg  | 4-5           | 3 mar.        |
| 11 nov.     | 1-4         | Krefeld-Iserlohn            | 3-6           | 3 mar.        |
| 11 nov.     | 23-3        | Germania Herringen-Moskitos | 25-0          | 3 mar.        |
|             |             | Riposa: Recklinghausen      |               |               |

| andata (7ª) | andata (7ª) | Settima giornata            | ritorno (18ª) | ritorno (18ª) |
|             |             |                             |               |               |
| 18 nov.     | 1-3         | Iserlohn-Germania Herringen | 4-10          | 4 mar.        |
| 18 nov.     | 7-0         | Cronenberg-Krefeld          | 2-1           | 10 mar.       |
| 18 nov.     | 1-13        | Moskitos-Walsum             | 3-17          | 10 mar.       |
| 18 nov.     | 15-8        | Remscheid-Recklinghausen    | 11-5          | 10 mar.       |
| 18 nov.     | 5-4         | Bison Calenberg-Darmstadt   | 6-8           | 10 mar.       |
|             |             | Riposa: Düsseldorf          |               |               |

| andata (8ª) | andata (8ª) | Ottava giornata               | ritorno (19ª) | ritorno (19ª) |
|             |             |                               |               |               |
| 2 dic.      | 8-6         | Walsum-Iserlohn               | 4-0           | 17 mar.       |
| 2 dic.      | 18-3        | Remscheid-Moskitos            | 12-0          | 17 mar.       |
| 2 dic.      | 9-1         | Düsseldorf-Recklinghausen     | 5-2           | 17 mar.       |
| 2 dic.      | 5-4         | Germania Herringen-Cronenberg | 5-3           | 17 mar.       |
| 2 dic.      | 12-2        | Bison Calenberg-Krefeld       | 5-2           | 17 mar.       |
|             |             | Riposa: Darmstadt             |               |               |

| andata (7ª) | andata (7ª) | Settima giornata            | ritorno (18ª) | ritorno (18ª) |
|             |             |                             |               |               |
| 18 nov.     | 1-3         | Iserlohn-Germania Herringen | 4-10          | 4 mar.        |
| 18 nov.     | 7-0         | Cronenberg-Krefeld          | 2-1           | 10 mar.       |
| 18 nov.     | 1-13        | Moskitos-Walsum             | 3-17          | 10 mar.       |
| 18 nov.     | 15-8        | Remscheid-Recklinghausen    | 11-5          | 10 mar.       |
| 18 nov.     | 5-4         | Bison Calenberg-Darmstadt   | 6-8           | 10 mar.       |
|             |             | Riposa: Düsseldorf          |               |               |

| andata (8ª) | andata (8ª) | Ottava giornata               | ritorno (19ª) | ritorno (19ª) |
|             |             |                               |               |               |
| 2 dic.      | 8-6         | Walsum-Iserlohn               | 4-0           | 17 mar.       |
| 2 dic.      | 18-3        | Remscheid-Moskitos            | 12-0          | 17 mar.       |
| 2 dic.      | 9-1         | Düsseldorf-Recklinghausen     | 5-2           | 17 mar.       |
| 2 dic.      | 5-4         | Germania Herringen-Cronenberg | 5-3           | 17 mar.       |
| 2 dic.      | 12-2        | Bison Calenberg-Krefeld       | 5-2           | 17 mar.       |
|             |             | Riposa: Darmstadt             |               |               |

| andata (9ª) | andata (9ª) | Nona giornata                      | ritorno (20ª) | ritorno (20ª) |
|             |             |                                    |               |               |
| 9 dic.      | 5-4         | Düsseldorf-Darmstadt               | 2-4 (dtr)     | 7 apr.        |
| 9 dic.      | 3-13        | Bison Calenberg-Germania Herringen | 0-18          | 7 apr.        |
| 12 dic.     | 0-10        | Iserlohn-Remscheid                 | 5-9           | 7 apr.        |
| 6 mar.      | 7-6 (dtr)   | Cronenberg-Walsum                  | 6-7 (dtr)     | 7 apr.        |
| 13 mar.     | 18-6        | Recklinghausen-Moskitos            | 15-5          | 7 apr.        |
|             |             | Riposa: Krefeld                    |               |               |

| andata (10ª) | andata (10ª) | Decima giornata            | ritorno (21ª) | ritorno (21ª) |
|              |              |                            |               |               |
| 16 dic.      | 3-18         | Moskitos-Iserlohn          | 2-11          | 14 apr.       |
| 16 dic.      | 7-2          | Walsum-Bison Calenberg     | 7-3           | 14 apr.       |
| 16 dic.      | 3-8          | Recklinghausen-Darmstadt   | 6-5           | 14 apr.       |
| 16 dic.      | 2-3          | Krefeld-Düsseldorf         | 0-9           | 14 apr.       |
| 13 gen.      | 6-2          | Remscheid-Cronenberg       | 9-2           | 14 apr.       |
|              |              | Riposa: Germania Herringen |               |               |

| andata (9ª) | andata (9ª) | Nona giornata                      | ritorno (20ª) | ritorno (20ª) |
|             |             |                                    |               |               |
| 9 dic.      | 5-4         | Düsseldorf-Darmstadt               | 2-4 (dtr)     | 7 apr.        |
| 9 dic.      | 3-13        | Bison Calenberg-Germania Herringen | 0-18          | 7 apr.        |
| 12 dic.     | 0-10        | Iserlohn-Remscheid                 | 5-9           | 7 apr.        |
| 6 mar.      | 7-6 (dtr)   | Cronenberg-Walsum                  | 6-7 (dtr)     | 7 apr.        |
| 13 mar.     | 18-6        | Recklinghausen-Moskitos            | 15-5          | 7 apr.        |
|             |             | Riposa: Krefeld                    |               |               |

| andata (10ª) | andata (10ª) | Decima giornata            | ritorno (21ª) | ritorno (21ª) |
|              |              |                            |               |               |
| 16 dic.      | 3-18         | Moskitos-Iserlohn          | 2-11          | 14 apr.       |
| 16 dic.      | 7-2          | Walsum-Bison Calenberg     | 7-3           | 14 apr.       |
| 16 dic.      | 3-8          | Recklinghausen-Darmstadt   | 6-5           | 14 apr.       |
| 16 dic.      | 2-3          | Krefeld-Düsseldorf         | 0-9           | 14 apr.       |
| 13 gen.      | 6-2          | Remscheid-Cronenberg       | 9-2           | 14 apr.       |
|              |              | Riposa: Germania Herringen |               |               |

| \| andata (11ª) \| andata (11ª) \| Undicesima giornata \| ritorno (22ª) \| ritorno (22ª) \| \| \| \| \| \| \| \| 6 gen. \| 7-5 \| Iserlohn-Recklinghausen \| 11-0 \| 10 feb. \| \| 6 gen. \| 5-4 \| Düsseldorf-Germania Herringen \| 4-1 \| 28 gen. \| \| 6 gen. \| 2-10 \| Bison Calenberg-Remscheid \| 2-13 \| 10 feb. \| \| 17 gen. \| 18-3 \| Cronenberg-Moskitos \| 13-1 \| 19 feb. \| \| 8 apr. \| 6-2 \| Darmstadt-Krefeld \| 4-5 \| 10 feb. \| \| \| \| Riposa: Walsum \| \| \| |              |                               |               |               |
| andata (11ª) | andata (11ª) | Undicesima giornata           | ritorno (22ª) | ritorno (22ª) |
| |              |                               |               |               |
| 6 gen. | 7-5          | Iserlohn-Recklinghausen       | 11-0          | 10 feb.       |
| 6 gen. | 5-4          | Düsseldorf-Germania Herringen | 4-1           | 28 gen.       |
| 6 gen. | 2-10         | Bison Calenberg-Remscheid     | 2-13          | 10 feb.       |
| 17 gen. | 18-3         | Cronenberg-Moskitos           | 13-1          | 19 feb.       |
| 8 apr. | 6-2          | Darmstadt-Krefeld             | 4-5           | 10 feb.       |
| |              | Riposa: Walsum                |               |               |

| andata (11ª) | andata (11ª) | Undicesima giornata           | ritorno (22ª) | ritorno (22ª) |
|              |              |                               |               |               |
| 6 gen.       | 7-5          | Iserlohn-Recklinghausen       | 11-0          | 10 feb.       |
| 6 gen.       | 5-4          | Düsseldorf-Germania Herringen | 4-1           | 28 gen.       |
| 6 gen.       | 2-10         | Bison Calenberg-Remscheid     | 2-13          | 10 feb.       |
| 17 gen.      | 18-3         | Cronenberg-Moskitos           | 13-1          | 19 feb.       |
| 8 apr.       | 6-2          | Darmstadt-Krefeld             | 4-5           | 10 feb.       |
|              |              | Riposa: Walsum                |               |               |

### Classifica finale
|                     | Pos. | Squadra            | Pt | G  | V  | VR | PR | P  | GF  | GS  | DR   |
| ------------------- | ---- | ------------------ | -- | -- | -- | -- | -- | -- | --- | --- | ---- |
|                     | 1.   | Remscheid          | 54 | 20 | 18 | 0  | 0  | 2  | 171 | 59  | +112 |
|                     | 2.   | Walsum             | 48 | 20 | 15 | 1  | 1  | 3  | 127 | 59  | +68  |
| Germania (bandiera) | 3.   | Germania Herringen | 45 | 20 | 15 | 0  | 0  | 5  | 182 | 60  | +122 |
|                     | 4.   | Düsseldorf Nord    | 43 | 20 | 14 | 0  | 1  | 5  | 120 | 61  | +59  |
|                     | 5.   | Cronenberg         | 30 | 20 | 8  | 1  | 4  | 7  | 118 | 95  | +23  |
|                     | 6.   | Iserlohn           | 30 | 20 | 9  | 1  | 1  | 9  | 118 | 98  | +20  |
|                     | 7.   | Darmstadt          | 27 | 20 | 7  | 3  | 0  | 10 | 100 | 84  | +16  |
|                     | 8.   | Bison Calenberg    | 26 | 20 | 8  | 1  | 0  | 11 | 107 | 133 | -26  |
|                     | 9.   | Recklinghausen     | 18 | 20 | 6  | 0  | 0  | 14 | 102 | 156 | -54  |
|                     | 10.  | Krefeld            | 9  | 20 | 3  | 0  | 0  | 17 | 50  | 136 | -86  |
|                     | 11.  | Moskitos           | 0  | 20 | 0  | 0  | 0  | 20 | 47  | 301 | -254 |

Legenda:
  Partecipa ai play-off per il titolo.
      Campione di Germania e ammessa alla Rink Hockey Euroleague 2018-2019.
      Ammesse alla WS Europe Cup 2018-2019.
      Retrocesse in 2.Rollhockey-Bundesliga 2018-2019.
Note:
Tre punti a vittoria, due per la vittoria ai tiri di rigore, uno per la sconfitta ai tiri di rigore, zero a sconfitta.
Cronenberg quinto in classifica per miglior differenza reti nello scontro diretto contro l'Iserlohn.
Cronenberg rinuncia a partecipare alla WS Europe Cup 2018-2019.

## Play-off

### Tabellone
|  | Quarti di finale | Quarti di finale   | Quarti di finale   | Quarti di finale | Quarti di finale |  |  | Semifinali | Semifinali         | Semifinali         | Semifinali         | Semifinali         |   |   | Finale | Finale          | Finale          | Finale | Finale |  |
|  |                  |                    |                    |                  |                  |  |  |            |                    |                    |                    |                    |   |   |        |                 |                 |        |        |  |
|  | 1                | Remscheid          | Remscheid          | 16               | 19               |  |  |            |                    |                    |                    |                    |   |   |        |                 |                 |        |        |  |
|  | 8                | Bison Calenberg    | Bison Calenberg    | 9                | 4                |  |  | 1          | Remscheid          | Remscheid          | 6 (0)              | 3                  |   |   |        |                 |                 |        |        |  |
|  | 4                | Düsseldorf Nord    | 6                  | 4 (2)            | 6                |  |  | 4          | Düsseldorf Nord    | Düsseldorf Nord    | 6 (1)              | 5                  |   |   |        |                 |                 |        |        |  |
|  | 5                | Cronenberg         | 4                  | 4 (3)            | 1                |  |  |            |                    |                    |                    |                    |   |   | 4      | Düsseldorf Nord | Düsseldorf Nord | 1      | 0      |  |
|  | 2                | Walsum             | 3 (2)              | 7                | 5                |  |  |            |                    | 3                  | Germania Herringen | Germania Herringen | 5 | 3 |        |                 |                 |        |        |  |
|  | 7                | Darmstadt          | 3 (3)              | 4                | 7                |  |  | 7          | Darmstadt          | Darmstadt          | 3                  | 2                  |   |   |        |                 |                 |        |        |  |
|  | 3                | Germania Herringen | Germania Herringen | 6                | 7                |  |  | 3          | Germania Herringen | Germania Herringen | 5                  | 4                  |   |   |        |                 |                 |        |        |  |
|  | 6                | Iserlohn           | Iserlohn           | 2                | 2                |  |  |            |                    |                    |                    |                    |   |   |        |                 |                 |        |        |  |

### Quarti di finale
(1) Remscheid vs. (8) Bison Calenberg
| Springe 21 aprile 2018, ore 15:30 CEST Gara 1 | Bison Calenberg | 9 – 16 | Remscheid | Sporthalle der Grundschule Hallermund |

| Remscheid 28 aprile 2018, ore 15:30 CEST Gara 2 | Remscheid | 19 – 4 | Bison Calenberg | Sportzentrum Hackenberg |

(2) Walsum vs. (7) Darmstadt
| Darmstadt 21 aprile 2018, ore 15:30 CEST Gara 1 | Darmstadt      | 3 – 3 (d.t.s.) | Walsum | Rollschuhbahn am Orpheum |
| \| \| \| \| \| \| Shootout 3 – 2 \| \|          |                |                |        |                          |
|                                                 |                |                |        |                          |
|                                                 | Shootout 3 – 2 |                |        |                          |

| Duisburg 28 aprile 2018, ore 15:30 CEST Gara 2 | Walsum | 7 – 4 | Darmstadt | Sporthalle Beckersloh |

| Duisburg 29 aprile 2018, ore 15:30 CEST Gara 3 | Walsum | 5 – 7 | Darmstadt | Sporthalle Beckersloh |

(3) Germania Herringen vs. (6) Iserlohn
| Iserlohn 21 aprile 2018, ore 15:30 CEST Gara 1 | Iserlohn | 2 – 6 | Germania Herringen | Hembergsporthalle |

| Hamm 28 aprile 2018, ore 15:30 CEST Gara 2 | Germania Herringen | 7 – 2 | Iserlohn | Glückauf Arena |

(4) Düsseldorf vs. (5) Cronenberg
| Wuppertal 21 aprile 2018, ore 15:30 CEST Gara 1 | Cronenberg | 4 – 6 | Düsseldorf Nord | Alfred-Henckels-Halle |

| Düsseldorf 28 aprile 2018, ore 15:30 CEST Gara 2 | Düsseldorf Nord | 4 – 4 (d.t.s.) | Cronenberg | Rollsporthalle Unterrath |
| \| \| \| \| \| \| Shootout 2 – 3 \| \|           |                 |                |            |                          |
|                                                  |                 |                |            |                          |
|                                                  | Shootout 2 – 3  |                |            |                          |

| Düsseldorf 29 aprile 2018, ore 15:30 CEST Gara 3 | Düsseldorf Nord | 6 – 1 | Cronenberg | Rollsporthalle Unterrath |

### Semifinali
(1) Remscheid vs. (4) Düsseldorf
| Düsseldorf 5 maggio 2018, ore 15:30 CEST Gara 1 | Düsseldorf Nord | 6 – 6 (d.t.s.) | Remscheid | Rollsporthalle Unterrath |
| \| \| \| \| \| \| Shootout 1 – 0 \| \|          |                 |                |           |                          |
|                                                 |                 |                |           |                          |
|                                                 | Shootout 1 – 0  |                |           |                          |

| Remscheid 12 maggio 2018, ore 15:30 CEST Gara 2 | Remscheid | 3 – 5 | Düsseldorf Nord | Sportzentrum Hackenberg |

(3) Germania Herringen vs. (7) Darmstadt
| Darmstadt 5 maggio 2018, ore 15:30 CEST Gara 1 | Darmstadt | 3 – 5 | Germania Herringen | Rollschuhbahn am Orpheum |

| Hamm 12 maggio 2018, ore 15:30 CEST Gara 2 | Germania Herringen | 4 – 2 | Darmstadt | Glückauf Arena |

### Finale
(3) Germania Herringen vs. (4) Düsseldorf
| Düsseldorf 26 maggio 2018, ore 15:30 CEST Gara 1 | Düsseldorf Nord | 1 – 5 | Germania Herringen | Rollsporthalle Unterrath |

| Hamm 2 giugno 2018, ore 15:30 CEST Gara 2 | Germania Herringen | 3 – 0 | Düsseldorf Nord | Glückauf Arena |

## Verdetti
| Verdetto                              | Club                                      |
| ------------------------------------- | ----------------------------------------- |
| Campione di Germania 2017-2018        | Germania Herringen (3º titolo)            |
| Rink Hockey Euroleague 2018-2019      | Germania Herringen                        |
| WS Europe Cup 2018-2019               | Walsum Düsseldorf Nord Iserlohn Darmstadt |
| Retrocesse in 2.Rollhockey-Bundesliga | Moskitos                                  |